# Cerkowie (rejon smorgoński)
Cerkowie – dawna osada. Tereny, na których była położona, leżą obecnie na Białorusi, w obwodzie grodzieńskim, w rejonie smorgońskim, w sielsowiecie Soły.

## Historia
W czasach zaborów w gminie Kucewicze, w powiecie oszmiańskim, w guberni wileńskiej Imperium Rosyjskiego. 
W latach 1921–1945 osada leżała w Polsce, w województwie wileńskim, w powiecie oszmiańskim, w gminie Kucewicze.
W 1931 w 1 domu zamieszkiwało 9 osób.
Wierni należeli do parafii rzymskokatolickiej w Borunach. Miejscowość podlegała pod Sąd Grodzki w Oszmianie i Okręgowy w Wilnie; właściwy urząd pocztowy mieścił się w Kucewiczach.